# Speedmodellauto

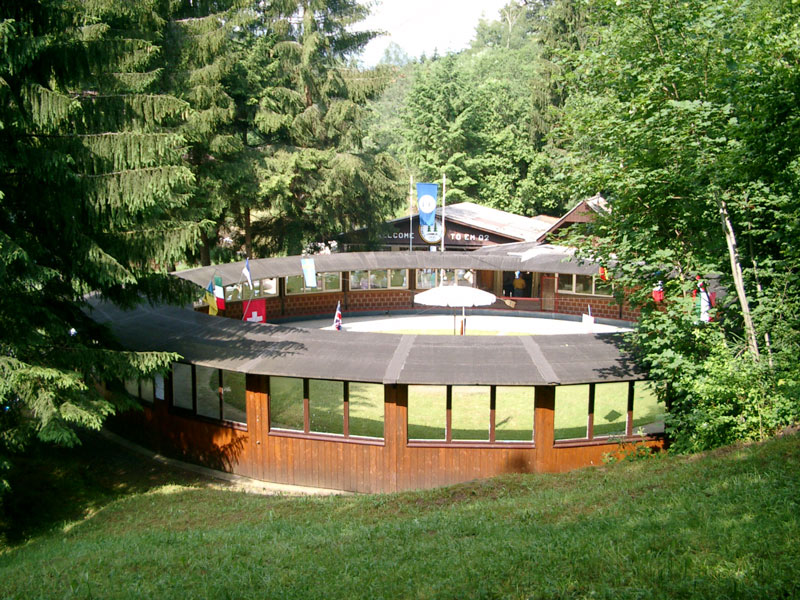
Überdachte Speedmodellautorennbahn in Kapfenhardt

Speedmodellautos (engl. Tether Cars) sind auf Hochgeschwindigkeit ausgelegte Modellautos, die, an einen Stahldraht gefesselt, nicht ferngesteuert auf einer kreisrunden Rennbahn fahren.

## Beschreibung

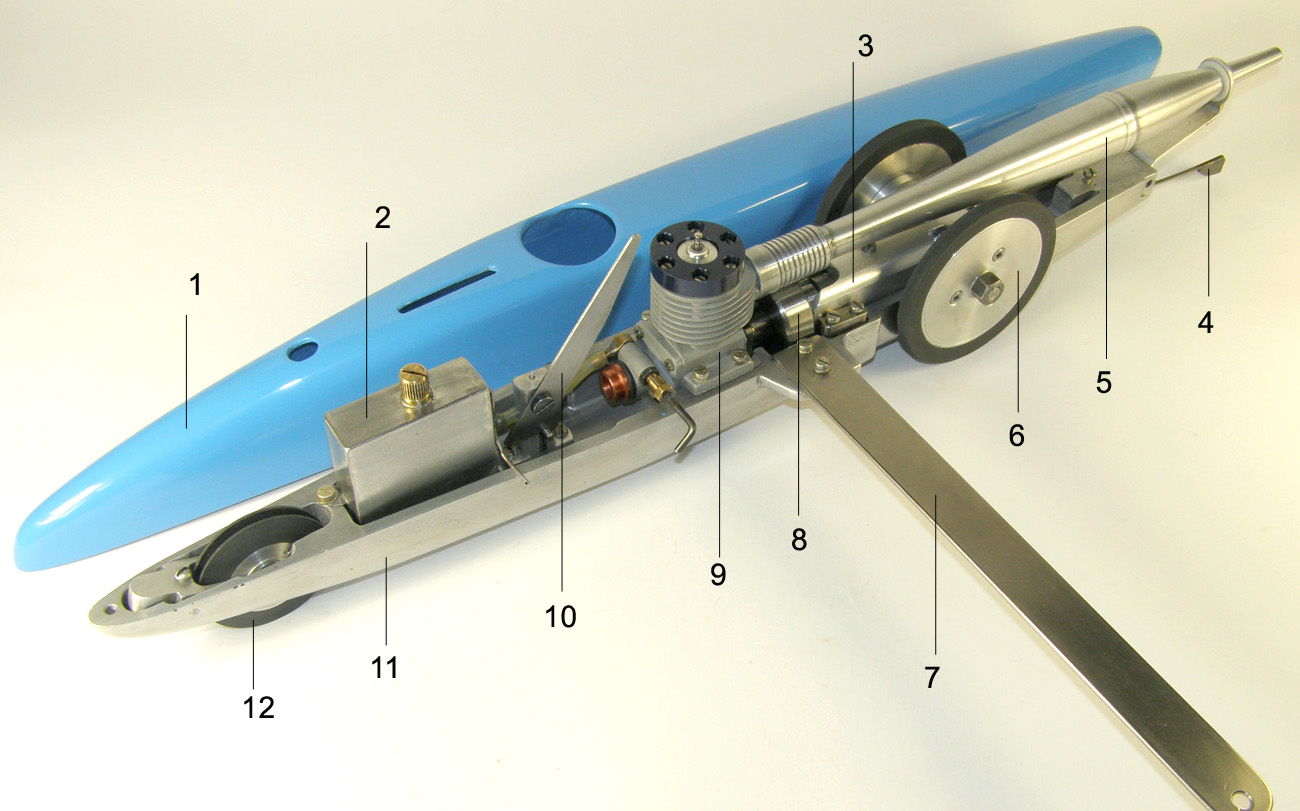
Die Konstruktion des Speedmodellautos der Klasse E-1: 1 — Oberschale; 2 — Kraftstofftank; 3 — Hinterachsgetriebe; 4 — Schleifsporn; 5 — Resorohr; 6 — Antriebsrad; 7 — Bride; 8 — Schwungrad; 9 — Motor; 10 — Abstellvorrichtung; 11 — Unterschale; 12 — Vorderräder

Die Modelle sind mit Zweitaktmotoren in Hubraumgrößen von 1,5 cm³, 2,5 cm³, 3,5 cm³, 5 cm³ und 10 cm³ ausgestattet. Die Motoren werden mit einem Gemisch aus 80 % Methanol und 20 % Rizinusöl betrieben.

## Geschichte
In den 1950er Jahren erreichte der Speedmodellautosport, der in der Nachkriegszeit vor allem in den USA populär geworden war, Deutschland.

## Heute
Zurzeit bestehen im deutschsprachigen Raum drei offizielle Rennstrecken, in Unterreichenbach (Kapfenhardt), Langenhagen bei Hannover und Witterswil (CH). In Deutschland ist der Deutsche Modell Motor Club (DMMC) der führende Dachverband. Weitere Rennstrecken finden sich in vielen Ländern Europas, den USA und Australien.
Die heutigen Speedmodelle erreichen Geschwindigkeiten über 340 km/h, was sie zu den wahrscheinlich schnellsten Modellautos macht.

### Aktuelle Rekorde
| Klasse             |       | Weltrekorde | Weltrekorde         | Weltrekorde |        | Deutsche Rekorde | Deutsche Rekorde | Deutsche Rekorde |
| Klasse             | Datum | Fahrer      | km/h                | Datum       | Fahrer | km/h             |                  |                  |
| ------------------ | ----- | ----------- | ------------------- | ----------- | ------ | ---------------- | ---------------- | ---------------- |
| WMCR I (1,5 cm³)   |       | 09.12.2006  | Jan-Erik Falk       | 268,697     |        | 21.05.2011       | Lothar Runkehl   | 265,976          |
| WMCR II (2,5 cm³)  |       | 20.08.2016  | Torbjörn Johanessen | 285,711     |        | 24.08.2024       | Manuel Finn      | 284,431          |
| WMCR III (3,5 cm³) |       | 04.03.2017  | Andrii Yakymiv      | 300,953     |        | 24.08.2017       | Horst Denneler   | 286,630          |
| WMCR IV (5 cm³)    |       | 05.04.2014  | Tonu Sepp           | 317,124     |        | 24.08.2019       | Thomas Finn      | 306,019          |
| WMCR V (10 cm³)    |       | 18.10.2019  | Ando Rohtmets       | 347,490     |        | 03.05.2015       | Dieter Hecht     | 337,518          |
| FEMA 3b (3,5 cm³)  |       | 15.08.2015  | Mart Sepp           | * 273,562   |        | 30.08.2009       | Berthold Kästle  | 255,545          |

(*) Europarekord

### Deutsche Meister
Die Deutsche Meisterschaft 2020 und 2021 wurde pandemiebedingt nicht ausgetragen.
| Jahr | Klasse 1 (1,5 cm³) | Klasse 2 (2,5 cm³) | Klasse 3 (3,5 cm³) | Klasse 4 (5 cm³)       | Klasse 5 (10 cm³) | Klasse 3b (3,5 cm³) |
| ---- | ------------------ | ------------------ | ------------------ | ---------------------- | ----------------- | ------------------- |
| 2019 | Volker Besang      | Manuel Finn        | Horst Denneler     | Thomas Finn            | Willi Hähnsen     | Glenn Pülm          |
| 2018 | Volker Besang      | Volker Besang      | Horst Denneler     | Thomas Finn            | Walter Roeder     | Mika Döring         |
| 2017 | Volker Besang      | Manuel Finn        | Horst Denneler     | Christoph Rabenseifner | Horst Denneler    | Mika Döring         |
| 2016 | Lothar Runkehl     | Manuel Finn        | Horst Denneler     | Thomas Finn            | Willi Hähnsen     | Mika Döring         |
| 2015 | Lothar Runkehl     | Manuel Finn        | Berthold Kästle    | Thomas Finn            | Dieter Hecht      | Mika Döring         |
| 2014 | -                  | Volker Besang      | -                  | Thomas Finn            | Horst Denneler    | Mika Döring         |